# Bu’in Zahra
Bu’in Zahra – miasto w Iranie, w ostanie Kazwin. W 2016 roku liczyło 20 823 mieszkańców.